# Soodevahe (Torgu)
Soodevahe – wieś w Estonii, w prowincji Sarema, w gminie Torgu.